# 유럽의 이슬람 테러리즘

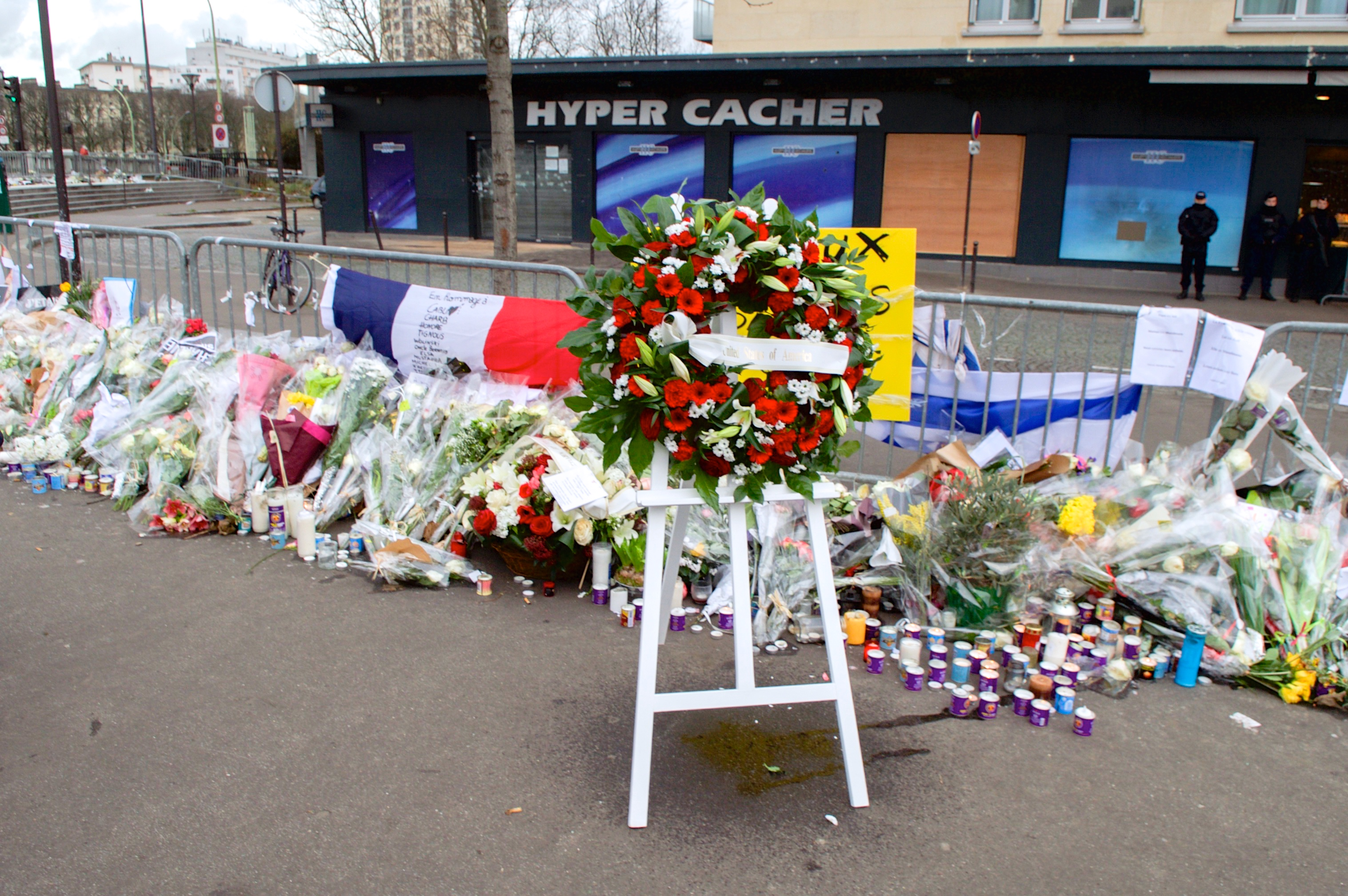

유럽의 이슬람 테러리즘은 2014년부터 이어지고 있는 테러 활동이다. 유럽에서 테러가 급증한 것은 시리아 내전의 여파로  분류되며 ISIL의 성장과 관련이 있는 것으로 여겨진다. 이슬람 급진주의의 성장과 유럽 난민 사태로 인한 이슬람인의 유입도 이 테러에 연관된 것으로 보기도 한다.
《가디언지》는 2015년 1월부터 2016년 7월까지 18개월 간 프랑스에서 발생한 테러 8건을 조사했다. 여기에는 2015년 11월 파리 테러와 2016년 니스 테러도 포함한 것으로, 이들 테러는 이라크와 시리아 내전에서 프랑스의 군사 작전 참여에 대한 보복으로 볼 수 있다. 이밖의 다른 테러로는 2016년 브뤼셀 폭탄 테러, 2016년 뷔르츠부르크 열차 흉기 난동, 2016년 베를린 테러, 2017년 상트페테르부르크 지하철 폭탄 테러, 2017년 스톡홀름 테러 등이 있다. 《뉴욕 타임즈》의 인터뷰에 의하면, 인터뷰 대상이 된 독일 ISIL 요원은 자신의 사령관이 "2015년 중순에 ISIL이 유럽 각국에 테러 공격할 것을 지시했다"고 말했다며 증언하기도 했다.

## 같이 보기
- 테러리즘